# 丹地豎琴足球會
丹地豎琴足球會（英語：Dundee East End F.C.）是一個位於蘇格蘭鄧迪的足球會，於1879年創辦，1894年解散。球會最大的勝仗是1885年9月12日以35比0擊敗阿伯丁流浪者，剛好同一天阿布羅斯以36比0擊敗邦阿科德足球會，創下足球史上最大比分差。